# Бродни (посёлок станции)
Бродни — поселок железнодорожной станции в Буйском районе Костромской области. Входит в состав Центрального сельского поселения.

## География
Находится в западной части Костромской области на расстоянии приблизительно 14 км на запад-юго-запад по прямой от железнодорожного моста через реку Кострома в районном центре городе Буй.

## История
Станция появилась как разъезд в ходе строительства железнодорожной линии Данилов-Буй (1914—1915 годы).

## Население
Постоянное население составляло 12 человек в 2002 году (русские 100 %), 2 в 2022.